# Friedrich Leopold Bürde
Friedrich Leopold Bürde (* 27. Januar 1792 in Breslau; † 12. August 1849 in Detmold) war ein deutscher Maler, Kupferstecher und Lithograf.

## Biografie
Bürde war der älteste Sohn des Dichters und Hofrats Samuel Gottlieb Bürde (1753–1831) und Christiane Bertram (ca. 1765–1800). Er wurde Maler, Kupferstecher, Lithograph und Modelleur.
Er malte anfangs Jagd- und Schlachtszenen, beschränkte sich später mehr und mehr auf die Pferdemalerei, nachdem er den Auftrag erhalten hatte, die Porträts der edelsten Zuchtpferde der königlich preußischen Gestüte zu malen. Von 1821 bis 1823 erschienen nach diesen Bildern 18 Blätter Originalradierungen. Eine Fortsetzung dieser Serie lithografierte er ab 1825, sodass das ganze Werk 44 Blätter umfasste. Für das von Christian Gottfried Ehrenberg 1828 herausgegebene Werk Symbolae physicae lieferte er zahlreiche handkolorierte Tafeln. Er lehrte ab 1832 als Professor an der Berliner Akademie. Ab 1841 beschäftigte er sich ausschließlich mit dem Modellieren von Tieren.
Seit 1824 war er mit Jeanette Antonie Thekla Milder (1797–1875), Schwester der Opernsängerin Anna Milder-Hauptmann verheiratet. Der Architekt Georg Heinrich Bürde war sein Bruder und der Maler Paul Bürde sein Neffe, Sohn seines Bruders Ernst Bürde.

Werkbeispiele
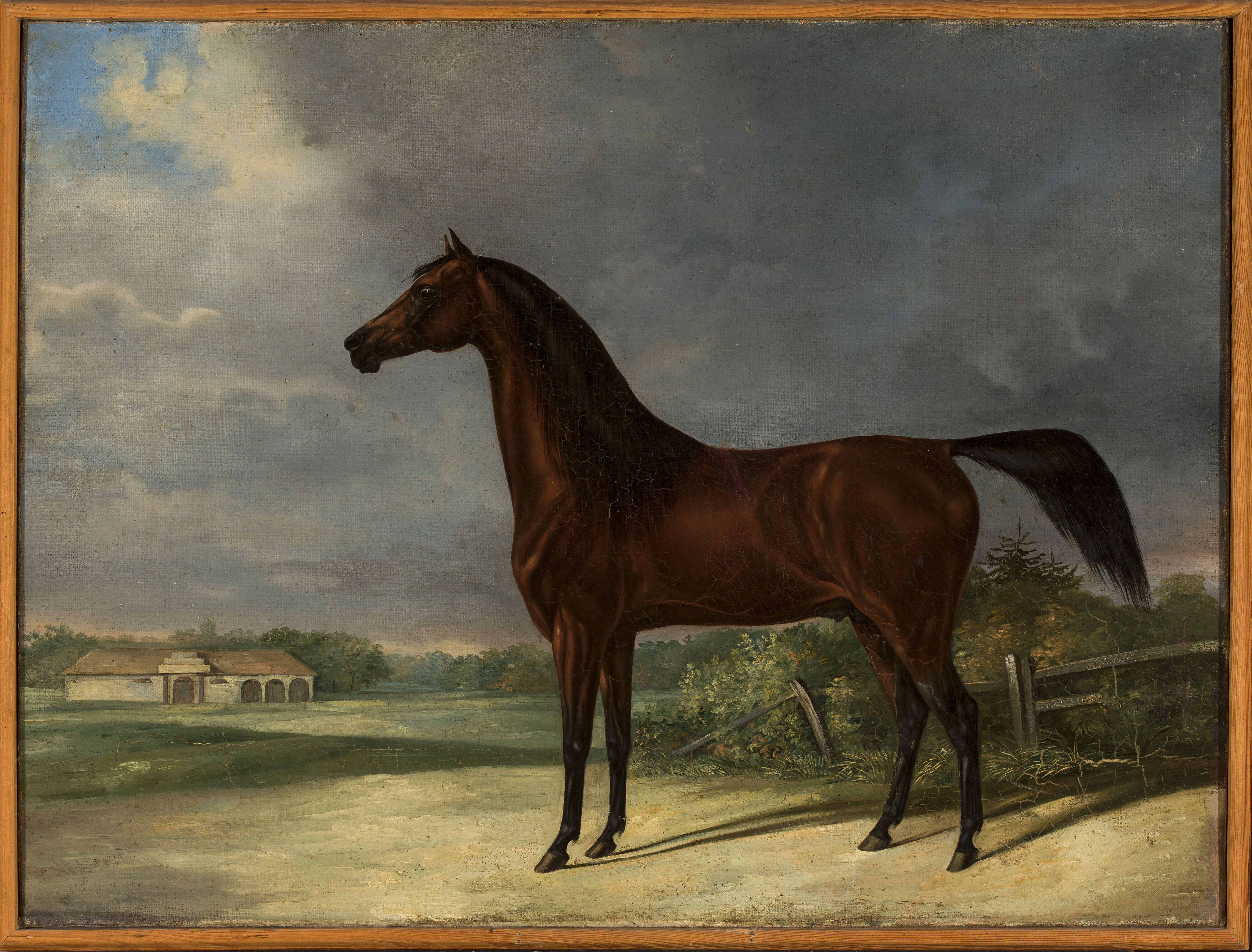
Pferdeporträt, Gemälde von 1834 im Nationalmuseum in Warschau
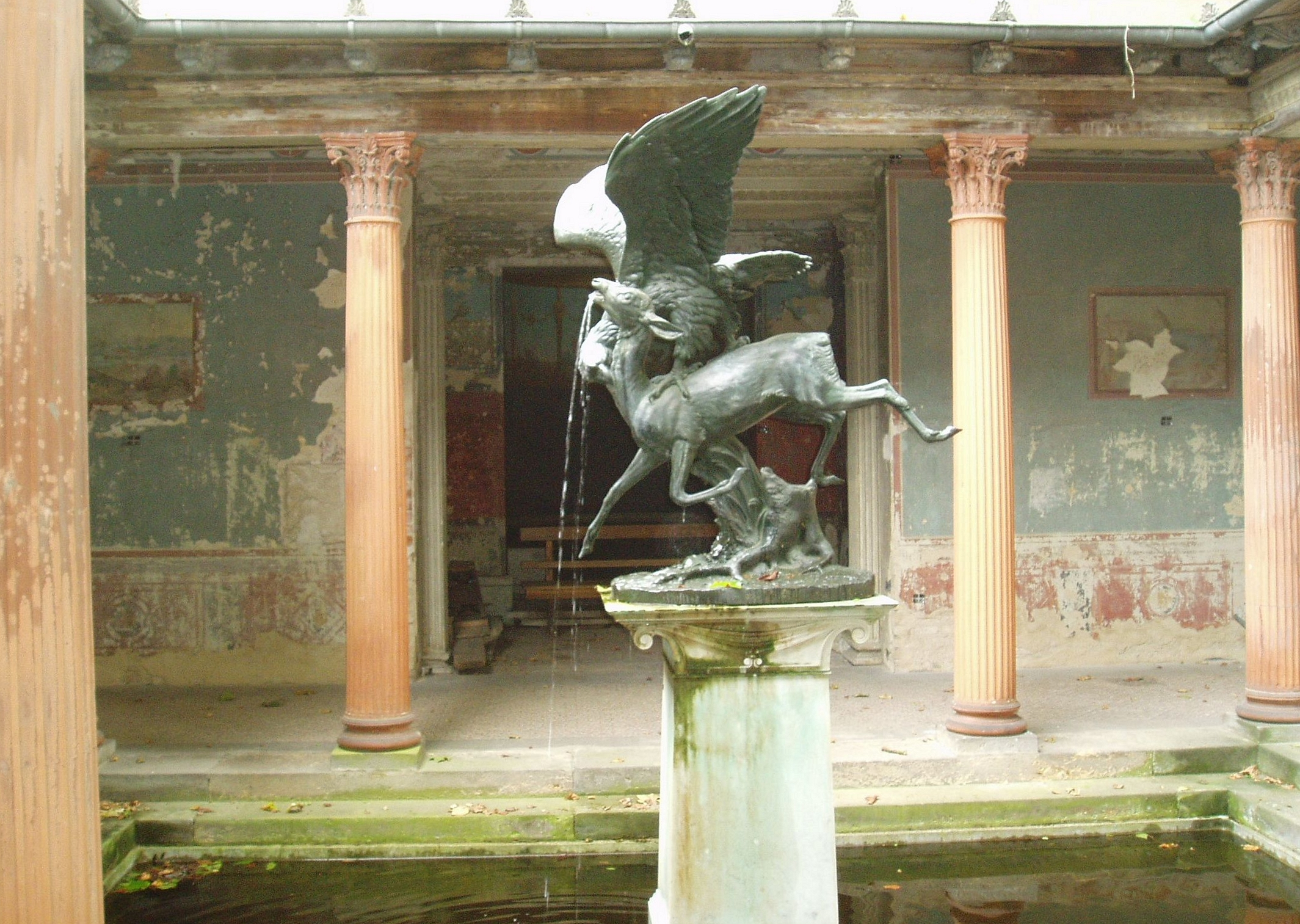
Botanischer Garten Potsdam, Brunnenfigur von 1846